# Iglesia de San Miguel Arcángel (San Miguel de Abona)
La iglesia de San Miguel Arcángel es un templo católico situado en el término municipal de San Miguel de Abona, en la isla de Tenerife —Canarias, España—, siendo la parroquia matriz de la zona.
La iglesia se halla incluida en el Conjunto Histórico del casco de San Miguel de Abona, declarado Bien de Interés Cultural en 2013.

## Historia
La primitiva ermita dedicada a San Miguel Arcángel fue construida a mediados del siglo XVII, muy posiblemente en torno a 1665 por los vecinos del lugar. Así consta en la visita pastoral a Vilaflor que a dicha ermita se hizo en el año 1678 por las máximas autoridades eclesiásticas de la época: 
"Visitóse la ermita de San Miguel que está distante de este Lugar [de Vilaflor] una legua, su fundación es de la vecindad y para sus reparos tiene un tributo de dos ducados que impusieron los vecinos [sobre] los bienes de Juan Rivero por escritura ante Lorenzo Díaz Delgado en fecha de 4 de agosto de 1665... hízose inventario de lo que tiene la ermita y se halló todo lo necesario para celebrar y ornato del altar; el Santo es de talla, dícese misa todos los días de fiesta, páganla los vecinos, tiene campana y está decente".
Juan Rivero, mencionado con anterioridad, quien mediante escritura tiene un tributo de dos ducados sobre sus bienes que impusieron los vecinos al fundar la ermita del Arcángel San Miguel, nació en Candelaria a comienzos del mes de noviembre de 1622. Hijo de Juan Rivero y María Matías, naturales y vecinos de dicho pueblo, de ascendencia guanche. En plena adolescencia se estableció en Vilaflor, donde desempeñó el cargo de sacristán menor de la parroquia de San Pedro Apóstol y miembro de todas su hermandades. Casó a los 20 años de edad, el 26 de enero de 1643 en Vilaflor de Chasna, con Marta Delgado (1621-1699), hija del capitán Pedro Domínguez y Catalina Armas, siendo su abuelo paterno el capitán Antón Domínguez contribuidor de la construcción de la ermita de San Antón o San Antonio Abad (Arona). Después de casados, fueron vecinos de Vilaflor. 
Don Juan Rivero fue nombrado alférez de Milicias. Junto con su concuñado, don Gonzalo Yanes, fue albacea testamentario de su suegra, doña Catalina de Armas, quien testó en Vilaflor el 29 de agosto de 1662, manifestando que dejaba su entierro a disposición de ambos y que había vendido “al dicho alférez Juan Rivero media fanegada de tierra de la cual no le he hecho escritura de venta por falta de escribano público” Hacia 1664-1665 figuraba en una escritura otorgada por su mujer y las hermanas de esta, ante el escribano público don Lorenzo Díaz Delgado. (Podríamos pensar que en dicha escritura es donde se recoge la imposición de dos ducados sobre sus bienes a favor de la ermita)
Don Juan Rivero llegó a ser capitán, como figura en las partidas de sus descendientes, falleciendo en su domicilio de Vilaflor el 21 de noviembre de 1715, recién cumplidos los 93 años de edad.
Originalmente, esta ermita estaba bajo la jurisdicción eclesiástica de la parroquia de San Pedro Apóstol de Vilaflor de Chasna.
El 19 de marzo de 1796 el sacerdote leía durante la celebración de una misa el mandato del obispo de Canarias, Antonio Tavira y Almazán, mediante el cual erigía como parroquia la ermita.
En 1820 comienza la edificación sobre la antigua ermita de un nuevo templo, inaugurándose finalmente en 1874. No obstante, las obras continúan hasta que en 1963 queda concluida con la construcción de un pasillo y una escalinata de acceso a la sacristía.

## Características
Se trata de un templo de una sola nave y cuatro capillas adosadas a cada lado, comunicadas a través de arcos de medio punto, de cantería. Existen además dos sacristías, a cada lado, comunicadas por portadas de arcos. El techo es una cubierta a cuatro aguas, con muros sencillos, faltos de ornamentación, como la mayoría de las iglesias canarias, altos y gruesos. Los materiales con que está construida corresponden a cantería de la zona.